# Mittlerer Muschelkalk

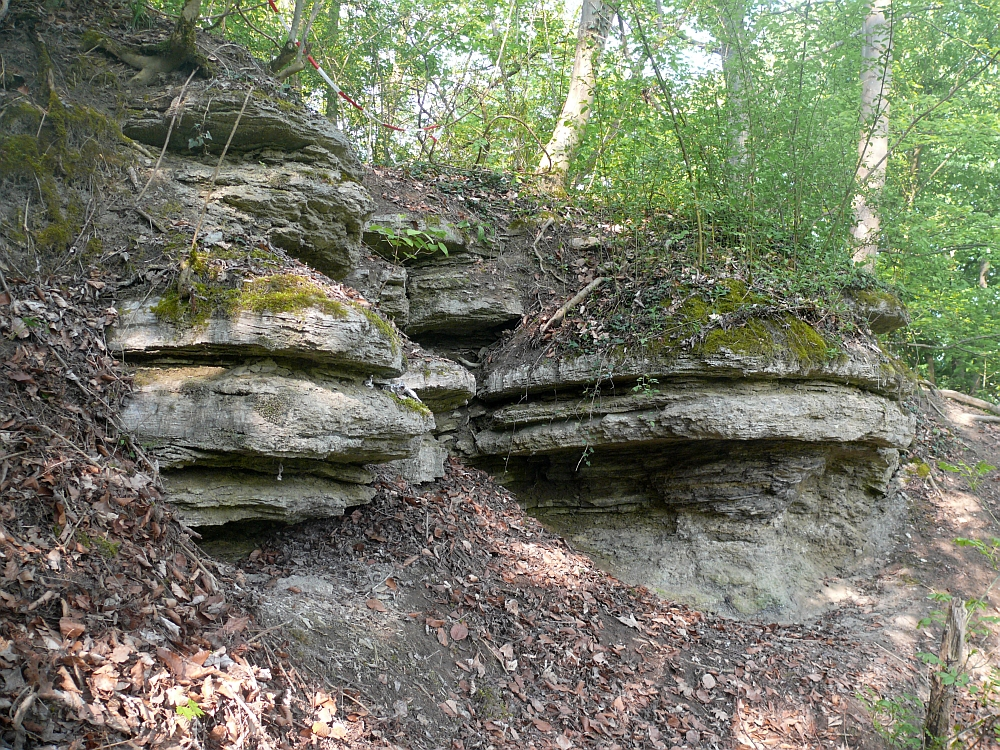
Untere Sulfatschichten (Heilbronn-Formation): Gips-, Anhydrit- und Mergellagen; Aufschluss am Löwenberg bei Geislingen am Kocher

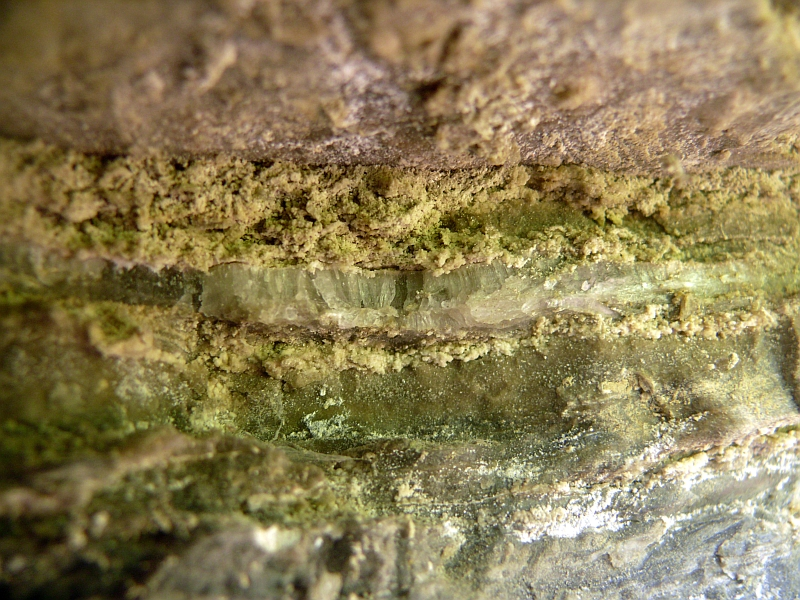
Detailansicht

Der Mittlere Muschelkalk ist eine lithostratigraphische Untergruppe des Muschelkalks der Germanischen Trias. Die lithostratigraphische Einheit wird von der Unteren Muschelkalk-Untergruppe unterlagert und von der Untergruppe des Oberen Muschelkalks überlagert. Nach den marinen Ablagerungen des Unteren Muschelkalks wurde während des Mittleren Muschelkalk die Verbindung zum offenen Meer unterbrochen und es kam zur Ablagerung von Eindampfungsgesteinen (Evaporit). In den östlichen Randbereichen wurden kalkreiche Sandsteine sedimentiert.

## Definition
Die Untergrenze des Mittleren Muschelkalks bildet das Einsetzen der Tonmergel- und Tonsteine der Karlstadt-Formation. Regional sind das die sog. „Orbicularis-Schichten“. Die Obergrenze ist durch die Basis des Oberen Muschelkalk definiert. Die Basis des Mittleren Muschelkalk liegt biostratigraphisch im Unteren Anisium, die Obergrenze liegt im mittleren Anisium. Dies korreliert in der Geochronologie mit dem Zeitraum von 240 bis 238,5 Millionen Jahren.

## Gliederung
Der Mittlere Muschelkalk wird in Deutschland in fünf lithostratigraphische Formationen gegliedert. Die fünf Formationen liegen jedoch meist nicht aufeinander, sondern vertreten sich regional:
- Karlstadt-Formation, sie ist bis auf die Randbereiche im ganzen Becken ausgebildet.
- Heilbronn-Formation, in den zentralen Beckenteilen wurde Steinsalz abgelagert in den mehr randlichen Bereichen Anhydrit und Gips.
- Diemel-Formation, Dolomite und dolomitische Kalkmergel und Mergelsteine, gelegentlich auch ooidführend.
- Ralingen-Formation, Sandsteine, bunte feinsandige Tonmergelsteine sowie Gips- bzw. Anhydrit- und Dolomitgesteine am westlichen Randbereich des Beckens
- Grafenwöhr-Formation, kieselige, feldspatreiche oder karbonatische Quarzsandsteine am östlichen Beckenrand. Sie zieht sich bis in den oberen Muschelkalk und Unterkeuper.

## Ablagerungsraum
Die Gesteine des Mittleren Muschelkalk enthalten im unteren Teil noch eine individuenreiche, aber artenarme euryhaline Fauna, d. h. Arten die sehr tolerant gegen Salzgehaltschwankungen waren. Die Heilbronn-Formation enthält Evaporite (Steinsalz und Anhydrit/Gips), die auf ein marines Randbecken mit stark eingeschränkter Wasserzirkulation hindeuten. In den höheren Teilen des Mittleren Muschelkalks weist die Fauna wiederum auf stark schwankende Salzgehalte hin.

## Geomorphologie
Im Vergleich zum Unteren und Oberen Muschelkalk enthält der Mittlere Muschelkalk Gesteine, die relativ leicht verwittern, sowie Salze, die an der Oberfläche und im Grundwasserbereich relativ schnell ausgelaugt werden. In Hanglagen bilden Unterer und Oberer Muschelkalk Steilstufen aus, der Mittlere Muschelkalk dagegen eine Verebnungsfläche mit tiefgründigen Böden. Aufschlüsse im Mittleren Muschelkalk sind daher selten, allerdings sind die Böden des Mittleren Muschelkalks oft sauer (durch Kalziumsulfat des Gipses bzw. Anhydrits), weswegen sich die Gebiete manchmal durch fehlende Bewaldung erkennen lassen. In Gebieten, wo die Salze des Mittleren Muschelkalks ausgelaugt sind, sind die Gesteine des Oberen Muschelkalks verstürzt, sehr häufig an Talhängen, wo ein Fluss den Mittleren Muschelkalk angeschnitten hat (z. B. am Oberen Neckar zwischen Rottweil und Oberndorf am Neckar oder in der Wutachschlucht). Ein typisches Residual-Gestein des Mittleren Muschelkalks ist der sog. Zellendolomit oder auch Zellenkalk.